# Левая оппозиция КПГ
Левая оппозиция КПГ или Левая оппозиция КПГ (большевики-ленинцы), ЛО КПГ (нем. Linke Opposition der KPD или Linke Opposition der KPD (Bolschewiki-Leninisten)) — немецкая секция Международной левой оппозиции, действовавшая с конца 1920-х годов до октября—ноября 1933.

## История
Организация сформировалась в марте 1930 года путём объединения меньшинства Ленинбунда под руководством Антона Грилевича с остатками группы Веддингской оппозиции Курта Ландау. ЛО КПГ боролась за реформу коммунистической партии, — прежде всего за то, чтобы КПГ активнее сближалась со всеми другими организациями рабочего движения (главным образом с Социал-демократической партией Германии), за совместную организацию борьбы против фашизма, за политику единого фронта. Вместе с тем ЛО КПГ отделяла себя от Ленинбунда Хуго Урбанса, который, по их мнению, слишком рано разочаровался в КПГ и стремился к созданию новой коммунистической партии.
Левая оппозиция КПГ сначала выпускала газету «Der Kommunist». Позже, после откола группы Курта Ландау, начала издавать еженедельную газету «Permanente Revolution», чей первый номер вышел в июле 1931 года. Тираж газеты составлял около 5 000 экземпляров. Уже в изгнании газету «Permanente Revolution» сменил журнал «Наше слово» (нем. Unser Wort), который до 1941 года вышел в свет в 104 номерах. В первые годы гитлеровского режима троцкистские группы Германии смогли подпольно выпустить и распространить от 1 500 до 2 000 экземпляров публикаций журнала, сначала в виде двухнедельника, позже — даже в виде еженедельного журнала. Перед 1933 годом выпущенные ЛО КПГ труды Льва Троцкого достигли сравнительно высокого числа продаж, так в течение 1931—1932 годов было продано порядка 67 000 брошюр, среди которых «Против национал-коммунизма» (нем. Gegen den National-Kommunismus), «Как будет побежден национал-социализм?» (нем. Wie wird der Nationalsozialismus geschlagen?) и «Должен ли фашизм действительно победить?» (нем. Soll der Faschismus wirklich siegen?).
Центры Левой оппозиции находились в Брухзалее, Ораниенбурге и Динслакене, где практически целые группы КПГ присоединились к троцкистской позиции. В этих местах, на локальном уровне, удавалось провести политику единого фронта, например с местными структурами СДПГ и Всеобщего объединения немецких профсоюзов (ВОНП).
Известными членами Левой оппозиции были Эрвин Хайнц Аккеркнехт, Георг Юнгклас, Оскар Хиппе, Антон Грилевич, Вальтер Хельд, Хельмут Шнеевайс, депутат прусского ландтага Оскар Зайпольд, бывший депутат Рейхстага Мария Бакенекер, Отто Килиан, Карл Янке и Роман Вейль. В целом, немецкая Левая оппозиция должна была насчитывать в 1932—1933 годах от 600 до 1 000 членов приблизительно в 50 регионах. В 1933 году в рамках политической переориентации ЛО КПГ приняла название «Международные коммунисты Германии».